# Preaxostyla
Az Anaeromonadea, más néven Preaxostyla a Metamonada egyik kládja, melybe az Oxymonadida, a Trimastix és a Paratrimastix tartoznak. E klád a mitokondriumok redukciós fejlődésének modelljét alkotja, mivel rendelkezik anaerob MRO-kkal rendelkező (Trimastix, Paratrimastix) és teljesen mitokondriumukat vesztett kládokkal (például Monocercomonoides, Streblomastix, Blattomonas).

## Történet

### Előtörténet
Első leírt nemzetsége a Trimastix Saville Kent 1880–1882, mely egyúttal az első család (Trimastigidae) egyetlen ismert nemzetsége. Az Oxymonadidát 1952-ben írta le Grassé.

### Felfedezésétől
Thomas Cavalier-Smith írta le az Anaeromonadeát 3 renddel 1997-ben. Alastair G. B. Simpson ennek szinonimájaként írta le a Preaxostylát 2003-ban, Adl  et al. 2019-es rendszertanában ez utóbbi szerepel az Oxymonadida, a Trimastix és a Paratrimastix közös kládjaként szerepel törzsi rangon. Cavalier-Smith az elavult Archezoa alországágba sorolta utolsó rendszertanában.
A Paratrimastixot 2015-ben írták le Zhang  et al. E klád a Trimastigidae kládhoz hasonlít.

## Genetika
A Trimastix pyriformis MRO-jában teljes glicinbontó rendszer található.

## Filogenetika
Zhang  et al. 2015-ös tanulmánya az alábbi filogenetikai fát mutatta ki:
|  | Trimastix Kent 1880 {Trimastigida Cavalier-Smith 2003: Trimastigidae Saville Kent 1880}                                                                      |
|  | |
|  | \| \| Paratrimastix Zhang et al. 2015 {Paratrimastigidae Zhang et al. 2015} \| \| \| \| \| \| Oxymonadida Grassé 1952 emend. Cavalier-Smith 2003 \| \| \| \| |
|  | |
|  | Paratrimastix Zhang et al. 2015 {Paratrimastigidae Zhang et al. 2015}                                                                                        |
|  | |
|  | Oxymonadida Grassé 1952 emend. Cavalier-Smith 2003 |
|  | |

|  | Paratrimastix Zhang et al. 2015 {Paratrimastigidae Zhang et al. 2015} |
|  |                                                                       |
|  | Oxymonadida Grassé 1952 emend. Cavalier-Smith 2003                    |
|  |                                                                       |

## Morfológia
Apomorf jellemzője az R2 gyökérhez „preaxostylarisan” kapcsolódó I rost, a kristályszerű rácsos réteg kettős kereszt szerinti vastagsággal és egy finom külső réteggel. Kinetidánként 4 ostor és kinetoszóma található rajta, mitokondriális eredetű sejtszervecskéi egyszerűsödtek – nincsenek cristái –, és nem a sejtlégzéshez használja, az Oxymonadida ismert fajaiban meg is szűntek. E sejtszervecskék lehetnek mitoszómák vagy hidrogenoszómák.

## Életmód
A Metamonada legtöbb ismert fajához hasonló, heterotróf anaerob sejtek tartoznak ide.

## Fordítás
Ez a szócikk részben vagy egészben  az   Anaeromonadea című angol Wikipédia-szócikk ezen változatának fordításán alapul.  Az eredeti cikk szerkesztőit annak laptörténete sorolja fel. Ez a jelzés csupán a megfogalmazás eredetét és a szerzői jogokat jelzi, nem szolgál a cikkben szereplő információk forrásmegjelöléseként.